# ソユーズ6号
ソユーズ6号（ソユーズ6ごう、Soyuz 6、ロシア語: Союз 6）は、1969年に行われたソビエト連邦の有人宇宙飛行である。ソユーズ7号及びソユーズ8号との合同ミッションであり、同時に3機のソユーズが軌道上に集まり、合計で7人の宇宙飛行士が乗り込んだ。

## 乗組員
- 船長：ゲオルギー・ショーニン　(1度目)
- フライトエンジニア：ワレリー・クバソフ　(1度目)

### バックアップ
- 船長：ウラジーミル・シャタロフ
- フライトエンジニア：アレクセイ・エリセーエフ

### 補欠乗組員
- 船長：アンドリアン・ニコラエフ
- フライトエンジニア：ゲオルギー・グレチコ

## ミッションパラメータ
- 質量:6,577kg
- 近点:212km
- 遠点:218km
- 軌道傾斜角:51.6°
- 軌道周期:88.8分

## ミッションハイライト
乗組員のショーニンとクバソフは、ソユーズ7号とソユーズ8号がドッキングする場面の高画質の動画を撮影することを目的としていたが、ランデブーシステムの故障により失敗した。
装置の故障の正確な原因は現在でも明らかになっていない。ヘリウムの与圧系が原因だとしばしば言われているが、3機全ての電子系に異常が発生した理由は分かっていない。
2人の乗組員は、宇宙での溶接に関する重要な実験を行った。彼らは、それぞれ電子ビーム、低圧プラズマ放電、使い捨て電極を用いた3つの異なった方法を試験した。この装置は、キエフのE. O. Paton Electric Welding Instituteで開発されたものだった。溶接の質は、地上で行ったものと比べて遜色ないものだったと言われている。
地球を80周し、1969年10月16日にカラガンダの180km北西に着陸した。
宇宙船の無線呼出符号は、ギリシア神話の神アンタイオスを意味し、また当時のウクライナで最大の飛行機An-22の名前から取られたAnteyである。また、ロシア語で最初のアルファベットのAから始まることから選ばれたとも考えられる。